# Briis-sous-Forges
Briis-sous-Forges é uma comuna francesa na região administrativa da Ilha de França, no departamento de Essonne. Estende-se por uma área de 10.86 km². Em 2010 a comuna tinha 3 354 habitantes (densidade: 308,8 hab./km²).